# Finland under den svenska tiden

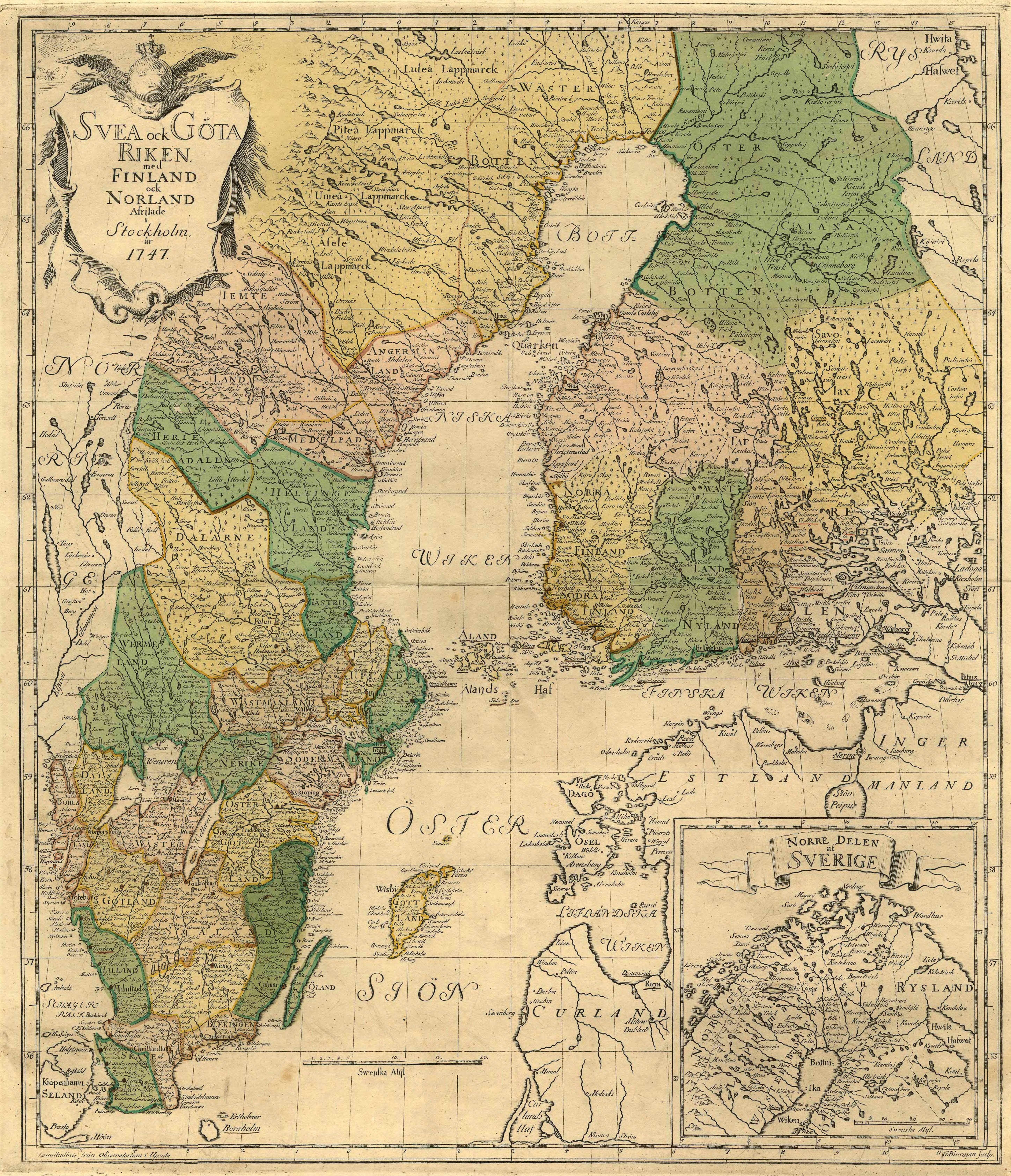
Karta över Sverige från 1749.

Finland under den svenska tiden (1157–1809) (finska: Ruotsin vallan aika Suomessa), hänvisar till perioden i Finlands historia då landet var en del av Sverige. När det svenska styret över Finland börjar är något osäkert. Historiska bevis på etableringen av svenskt styre i Finland finns från slutet av 1200-talet och framåt. Svensk styre slutade den 17 september 1809 till följd av finska kriget.
Historikern Peter Englund har beskrivit att det svenska styret över Finland inte skedde genom en union eller att Finland skulle varit en provins, utan att Finland var "den östra halvan av riket som praktiskt taget förstördes 1809, när båda delarna gick skilda vägar". Englund anser vidare att Sveriges tid som stormakt är Sveriges och Finlands gemensamma "egendom", eftersom stormaktstiden inte skulle varit möjlig för en enskild fattig nation, och för Sveriges del krävdes både den östra och den västra rikshalvans resurser. Med Finlands anslutning till Sverige så blev landet en del av den västliga kristendomen, och den europeiska kulturella och ekonomiska ordningen, där marknadsekonomi, demokrati och rättsstatsprinciper är ledande för ländernas utveckling. Finland utgjorde även rikets östra gräns, vilket medförde att flera krig utkämpades där, främst mot Ryssland. Det finska språket utvecklades parallellt med det svenska språket, och delar av en äldre folktradition och kultur fortlevde.
Det var under denna tid som det finska skriftspråket utvecklades med det latinska alfabetet. Det finska språket har cirka 1 100 svenska lånord.

## Medeltiden (ca 1150-1523)

### Finland blir en del av Sverige

#### Introduktion av kristendomen
Finlands skriftliga historia sägs ha börjat på 1100-talet, eftersom de tidigaste kvarvarande dokumenten diskuterar det område som blev Finland från och med den tiden. Upp till 1300-talet har information om Finland varit ofullständig och opålitlig. Den senare delen av 1100-talet och 1200-talet kallas ibland Finlands ”prototyp”, eftersom de ligger mellan den rena förhistorien och olika skriftliga källor.
Enligt legenden om Erik den helige, som skrevs på 1270-talet, genomförde Sveriges kung Erik tillsammans med engelske missionsbiskopen Henrik det första korståget till Finland på 1150-talet. Enligt krönikan och andra osäkra källor omvändes befolkningen i Egentliga Finland och Satakunta till kristendomen under korståget. Idag betvivlar man att det alls ägt rum i form av ett regelrätt korståg då det saknas belägg för det i samtida källor. Däremot är det troligt att det vid denna tid genomfördes militära expeditioner från svenskt håll, vilka småningom ledde till att Egentliga Finland inlemmades i det svenska riket.
Att etablera den kristna kyrkan som en institution i Finland har förmodligen orsakat visst motstånd i den inhemska finländska befolkningen, som berättat i legenden om bonden Lalli. Det är dock troligt att den västra eller östra kristendomen hade spridit sig till Finland redan under Finlands förhistoria. Det har funnits spår om detta till exempel i gravar som hittats under arkeologiska grävningar. Det område som nu är Finland flyttade till eller bildades som en del av den svenska riket gradvis under 1100- eller 1200-talet. De flesta individer i området pratade finska eller samiska dialekter.

#### Upprättande av svenskt styre
På 1200-talet genomförde Sverige korståg till västra Finland eller Tavastia (andra korståget till Finland) och till Karelen (tredje korståg till Finland). Enligt Erikskrönikan, nedtecknad omkring år 1330, skedde det andra korståget år 1249. Under ledning av Birger jarl anfölls Tavastland ända fram till Karelen. Birger jarl måste dock återvända till Sverige när kung Erik den läspe och halte avled 1250. Korstågen hade kanske inte avgörande betydelse när Finland blev en del av Sverige. Östersjön var dåtidens landsväg eftersom framkomligheten på land var begränsad. Finland integrerades med Sverige främst genom handel, bosättningar och försvarsallianser, med Åland som en brygga mellan landsdelarna.
Den svenska kontrollen över Finland underströks genom anläggandet av borgar och kung Magnus Ladulås utnämnde 1284 sin bror Bengt till hertig av Finland. Med början på 1250-talet, kanske tidigare, inleddes en kolonisering av svenskar i Nyland och längs Bottenvikens östra kust. Svenskarna bosatte sig längs kusten och gränserna mellan svenska och finsktalande bosättningar har bestått fram till 1900-talet.
Vid ca 1300 var nuvarande västra och södra Finland, till Karelska näset, en del av Sverige och Uppsala stift, som styrdes av slott. Käkisalmiområdet och Ladoga Karelen, norr om Ladoga, behöll sina band till det ortodoxa sydvästra Ryssland och till Republiken Novgorod. Kollisionen mellan de katolska och de ortodoxa kulturerna skedde i det område som nu är Finland.
Nöteborgstraktaten, som skrevs 1323, var det första fredsavtalet mellan Sverige och Novgorod. I avtalet definierades den östra gränsen för det svenska riket och Finland i Karelen eftersom gränsen i norra Finland var oklart. Den finska delen av norra Österbotten ingick i det svenska riket från 1300-talet.